# Дятлов Анатолій Степанович
 Анатолій Степанович Дятлов  (3 березня 1931 — 13 грудня 1995) — колишній заступник головного інженера з експлуатації Чорнобильської АЕС.
За офіційною (дедалі частіше оскаржуваною[джерело?]) версією визнаний одним з винних в аварії на ЧАЕС.

## Біографія
А. С. Дятлов народився 3 березня 1931 року, в селі Атаманове Східно-Сибірського краю. В 14 років пішов з дому. У 1945 вступив у Норильський гірничо-металургійний технікум.
У 1953—1959 навчався в Московському інженерно-фізичному інституті за спеціальністю «автоматика і електроніка», закінчив з відзнакою. Працював на суднобудівному заводі ім. Ленінського комсомолу в Комсомольську-на-Амурі, де займався будуванням ядерних реакторів. У 1973 перевівся на Чорнобильську АЕС, що тоді будувалась.

## Аварія на ЧАЕС
Дятлов отримав велику дозу радіації — близько 550 бер. Разом із директором станції Брюхановим та головним інженером Фоміним був засуджений на 10 років колонії загального режиму за статтею 220 ч. 2 КК УРСР і, незважаючи на захворювання, відповідно до яких засуджений припиняє відбування покарання, був етапований після суду до Києва, в Лук'янівську в'язницю і далі в колонію в селище Крюкове.
Через 4 роки, після офіційних листів за підписом академіка Сахарова та інших видатних діячів науки, був достроково звільнений у зв'язку із захворюванням. Лікувався в опіковому центрі в Мюнхені.
13 грудня 1995 року. Дятлов помер від інфаркту міокарда у віці 64-х років. Похований на Лісовому кладовищі в Києві.
2016 року, на 30-ту річницю катастрофи на ЧАЕС, в Інтернеті з'явилося домашнє відео, яке було зняте невідомим оператором у Анатолія Степановича вдома. В ньому колишній заступник інженера з експлуатації ЧАЕС оприлюднює свою версію того, що сталося в ту ніч.
Автор книги «Чорнобиль. Як це було» [Архівовано 7 червня 2019 у Wayback Machine.].

Коли говорять, що на догоду директору станції або головному інженеру Дятлов міг проігнорувати принципи безпеки, дати вказівки відключити захист реактора або порушити інструкції, я цьому ніколи не повірю.
— Голова Державного комітету ядерної безпеки України В.В. Грищенко. Спогади про Анатолія Степановича Дятлова.

Після звільнення Анатолій Степанович не припиняв руйнувати офіційну версію причин аварії, продовжував звертатися в різні відомства аж до МАГАТЕ. І це почало давати свої результати, хоча високі організації, в тому числі і зарубіжні, які свого часу протиражували версію про порушення персоналу, не можуть визнати свою помилку і тепер, вже захищаючи «честь свого мундира», завзято продовжують множити брехню.
— В.А. Орлов. Спогади про Анатолія Степановича Дятлова.

Він міг зрозуміти помилки, допущені персоналом, якщо вони аргументовані, але він абсолютно не міг прийняти нехлюйства, некомпетентності та недбалого ставлення до своїх обов'язків. А. С., як правило, відрізняли прямота, чіткість і стислість викладу своєї позиції, а це не завжди йшло йому на користь.
А. С. не дозволяв ні собі, ні іншим у його присутності проводити розбірки з персоналом, що допустив помилки і що знаходиться в цей час на робочому місці. Пригадую випадок, коли у мене (я був за пультом) спрацював захист реактора і корабель залишився без ходу при відчалюванні від пірса. Здавальний механік почав виховувати мене, але А. С. просто виставив його з пультової. Після здачі зміни, на розборі причини спрацювання A3 — мною була допущена помилка — я отримав своє по повній програмі від А до Я, але не від механіка, а від А. С.
Характерною рисою його характеру було патологічне неприйняття будь-якої неправди і брехні. Якщо хто-небудь був викритий навіть у неправдивому викладі подій, не кажучи вже про обман, цій людині він не вірив на слово ніколи.
А. С. був чоловіком, що мав свою точку зору з усіх питань (і яка часто не збігалася із загальноприйнятою). Він був жорстким у вимогах, але не жорстоким у стосунках, він не боявся брати на себе відповідальність у межах своєї компетенції і за це відповідати, але він не збирався нести відповідальність за незнання, невміння і непрофесіоналізм інших.
— Державний інспектор з ядерної безпеки України А.В. Крят. Спогади про Анатолія Степановича Дятлова.

На зворотному шляху проходячи через БЩУ-4 я затримався біля Акімова А. Ф. Зміну він прийняв у важкій обстановці, що буває нерідко при неусталених, перехідних чи на пускових режимах: народу на БЩУ багато, режим нестійкий, оператори перевантажені. При цьому необхідно встигнути вивчити оперативний журнал, повністю оволодіти ситуацією, прочитати змінні завдання та програми <…> Одразу після приймання зміни Дятлов А. С. почав вимагати продовження виконання програми і коли Акімов А. Ф. присів на стілець щоб вивчити її, почав докоряти йому в повільності і в тому, що він не звертає уваги на складність ситуації, що створилася на блоці. Дятлов А. С. окриком підняв Акімова з місця і почав його квапити. У всьому що відбувалося теж не було нічого незвичайного, такі методи роботи були характерні у взаєминах Дятлова А. С. з підлеглим персоналом. — Давлетбаєв Р.І. (заст. начальника турбінного цеху № 2). «Остання зміна», зі збірки «Чорнобиль. Десять років по тому. Неминучість чи випадковість? », Москва, 1995 р..
А. С. Дятлов: 

Реактор був не придатний до експлуатації чисто з вини Інституту атомної енергії і НДІКІЕТ. З таким букетом невідповідності пунктам, вимогам нормативних документів вибух його був неминучий. Він чітким солдатським кроком йшов до вибуху

## Державні нагороди
Нагороджений орденами Знак Пошани і Трудового Червоного Прапора.

## У кіномистецтві
Згадується у документальному фільмі «Чорнобиль: Два кольори часу» (Укртелефільм, 1986-88). У серіалі «Чорнобиль» його зобразив актор Пол Ріттер.